# Kurt Richter
Kurt Paul Otto Joseph Richter (Berlijn, 24 november 1900 – Berlijn, 29 december 1969) was een Duitse schaker. In 1935 werd hij schaakkampioen van Duitsland en in 1950 werd hem door de FIDE de titel van Internationaal Meester (IM) toegekend. Hij schreef een schaakcolumn in de Deutsche Allgemeine Zeitung en heeft ook een aantal schaakboeken geschreven. Hij stond bekend als een aanvallend speler.

## Varianten
De Richter-Rauzervariant is een variant in het Siciliaans die is vernoemd naar Richter en de Russische grootmeester Vsevolod Rauzer (1908-1941), terwijl een variant in de damepionopening, de Richter-Veresovaanval is vernoemd naar Richter en de Russische grootmeester Gavriil Veresov (1912–1979).